# ヴァレンティナ・アリゲッティ
ヴァレンティナ・アリゲッティ （Valentina Arrighetti、1985年1月26日- ）は、イタリアの女子バレーボール選手である。

## 来歴
2007年にイタリア代表に初選出された。
2009年より本格的に国際大会で活躍し、同年のグラチャンに出場し、初優勝した。2010年世界選手権に出場した。このとき、産休となったジェニー・バラッツァの穴を埋める活躍を見せた。2011年ワールドカップに出場し、レギュラーとして2連覇に大きく貢献した。2012年ロンドンオリンピックに出場した。